# Pierre Ailleret
Pierre Ailleret (* 10. März 1900 in Vienne-en-Arthies; † 1. August 1996) war ein französischer Elektroingenieur.

## Leben
Pierre Ailleret studierte an der École polytechnique, an der École Nationale des Ponts et Chaussées und der École supérieure d’électricité. Im Jahr 1929 wurde er Professor am National Institute of Agronomy und ab 1938 lehrte Ailleret an der École Supérieure d’Électricité. Im Jahr 1930 wurde er Direktor der Union for Industry and Electricity. 1946 war Pierre Ailleret einer der Gründer der Électricité de France (EDF), deren Forschungsabteilung er leitete. Von 1958 bis 1967 war Ailleret Vize-Generaldirektor.
Sein Sohn Francois Ailleret wurde Generalmanager der EDF.